# PDC World Youth Championship
Het PDC World Youth Championship is een dartstoernooi dat wordt georganiseerd door de Professional Darts Corporation voor spelers tussen de 16 en 23 jaar. Oorspronkelijk had het toernooi leeftijdsgrenzen van 14 en 21 jaar. Bij aanvang van het toernooi in 2014 werd de ondergrens verhoogd tot 16 jaar en voor het toernooi van 2015 werd de bovengrens verhoogd tot 23 jaar. Het toernooi werd in 2010 opgericht als het PDC Under-21 World Championship en werd tot en met de editie van 2021 gesponsord door dartsproducent Unicorn. 
Alleen de finale wordt live uitgezonden op televisie. Deze wordt sinds 2015 gespeeld voor de finale van de Players Championship Finals. De beide finalisten ontvangen een PDC Pro Tourkaart voor twee jaar en worden gesponsord door Rileys Dart Zones. Ook krijgen beide spelers een uitnodiging voor de Grand Slam of Darts.

## Finales
| Jaar | Winnaar (gemiddelde in finale) | Legs  | Runner-up (gemiddelde in finale) | Sponsor(s) | Prijzenpot  | Winnaar    | Runner-up |
| ---- | ------------------------------ | ----- | -------------------------------- | ---------- | ----------- | ---------- | --------- |
| 2011 | Arron Monk (84.25)             | 6 – 4 | Michael van Gerwen (87.06)       | Unicorn    | £ 30.000,-  | £ 10.000,- | £ 5.000,- |
| 2012 | James Hubbard (95.18)          | 6 – 3 | Michael van Gerwen (92.29)       | Unicorn    | £ 30.000,-  | £ 10.000,- | £ 5.000,- |
| 2013 | Michael Smith (89.13)          | 6 – 1 | Ricky Evans (79.26)              | Unicorn    | £ 40.000,-  | £ 10.000,- | £ 5.000,- |
| 2014 | Keegan Brown (85.67)           | 6 – 4 | Rowby-John Rodriguez (79.80)     | Unicorn    | £ 50.000,-  | £ 10.000,- | £ 5.000,- |
| 2015 | Max Hopp (86.97)               | 6 – 5 | Nathan Aspinall (88.48)          | Unicorn    | £ 50.000,-  | £ 10.000,- | £ 5.000,- |
| 2016 | Corey Cadby (98.35)            | 6 – 2 | Berry van Peer (86.92)           | Unicorn    | £ 50.000,-  | £ 10.000,- | £ 5.000,- |
| 2017 | Dimitri Van den Bergh (101.23) | 6 – 3 | Josh Payne (92.11)               | Unicorn    | £ 50.000,-  | £ 10.000,- | £ 5.000,- |
| 2018 | Dimitri Van den Bergh (100.44) | 6 – 3 | Martin Schindler (91.60)         | Unicorn    | £ 60.000,-  | £ 10.000,- | £ 5.000,- |
| 2019 | Luke Humphries (92.97)         | 6 – 0 | Adam Gawlas (78.42)              | Unicorn    | £ 60.000,-  | £ 10.000,- | £ 5.000,- |
| 2020 | Bradley Brooks (81.63)         | 6 – 5 | Joe Davis (78.16)                | Unicorn    | £ 60.000,-  | £ 10.000,- | £ 5.000,- |
| 2021 | Ted Evetts (95.44)             | 6 – 4 | Nathan Rafferty (93.66)          | Unicorn    | £ 45.000,-  | £ 10.000,- | £ 5.000,- |
| 2022 | Josh Rock (104.13)             | 6 – 1 | Nathan Girvan (89.12)            | Winmau     | £ 60.000,-  | £ 10.000,- | £ 5.000,- |
| 2023 | Luke Littler (102.16)          | 6 – 4 | Gian van Veen (97.48)            | Winmau     | £ 60.000,-  | £ 10.000,- | £ 5.000,- |
| 2024 | Gian van Veen (97.57)          | 6 – 5 | Jurjen van der Velde (98.04)     | Winmau     | £ 100.000,- | £ 12.000,- | £ 6.000,- |

## Finalisten
| Speler                | Gewonnen | Runner-up |
| --------------------- | -------- | --------- |
| Dimitri Van den Bergh | 2        | 0         |
| Gian van Veen         | 1        | 1         |
| Arron Monk            | 1        | 0         |
| James Hubbard         | 1        | 0         |
| Michael Smith         | 1        | 0         |
| Keegan Brown          | 1        | 0         |
| Max Hopp              | 1        | 0         |
| Corey Cadby           | 1        | 0         |
| Luke Humphries        | 1        | 0         |
| Bradley Brooks        | 1        | 0         |
| Ted Evetts            | 1        | 0         |
| Josh Rock             | 1        | 0         |
| Luke Littler          | 1        | 0         |
| Michael van Gerwen    | 0        | 2         |
| Josh Payne            | 0        | 1         |
| Ricky Evans           | 0        | 1         |
| Nathan Rafferty       | 0        | 1         |
| Rowby-John Rodriguez  | 0        | 1         |
| Nathan Aspinall       | 0        | 1         |
| Berry van Peer        | 0        | 1         |
| Martin Schindler      | 0        | 1         |
| Adam Gawlas           | 0        | 1         |
| Joe Davis             | 0        | 1         |
| Nathan Girvan         | 0        | 1         |
| Jurjen van der Velde  | 0        | 1         |